# چاه جما قنبرزهی
چاه جما قنبرزهی یا سیاه توک جما قنبرزهی روستایی در دهستان دومک بخش نصرت‌آباد شهرستان زاهدان استان سیستان و بلوچستان ایران است.

## جمعیت
بر پایه سرشماری عمومی نفوس و مسکن در سال ۱۳۹۵ جمعیت این روستا ۸۱ نفر (۲۳خانوار) بوده‌است.